# Gay Pride Parade

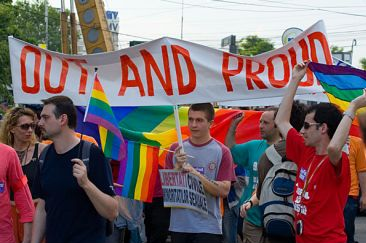
Pride parade als onderdeel van Gayfest 2005 in de Roemeense hoofdstad Boekarest.

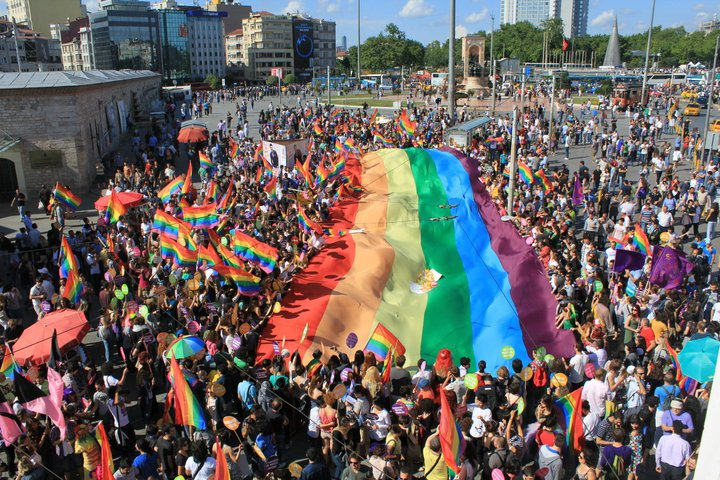
Gay Pride Parade met grote Regenboogvlag op het Taksimplein in Istanbul (Turkije) in 2011.

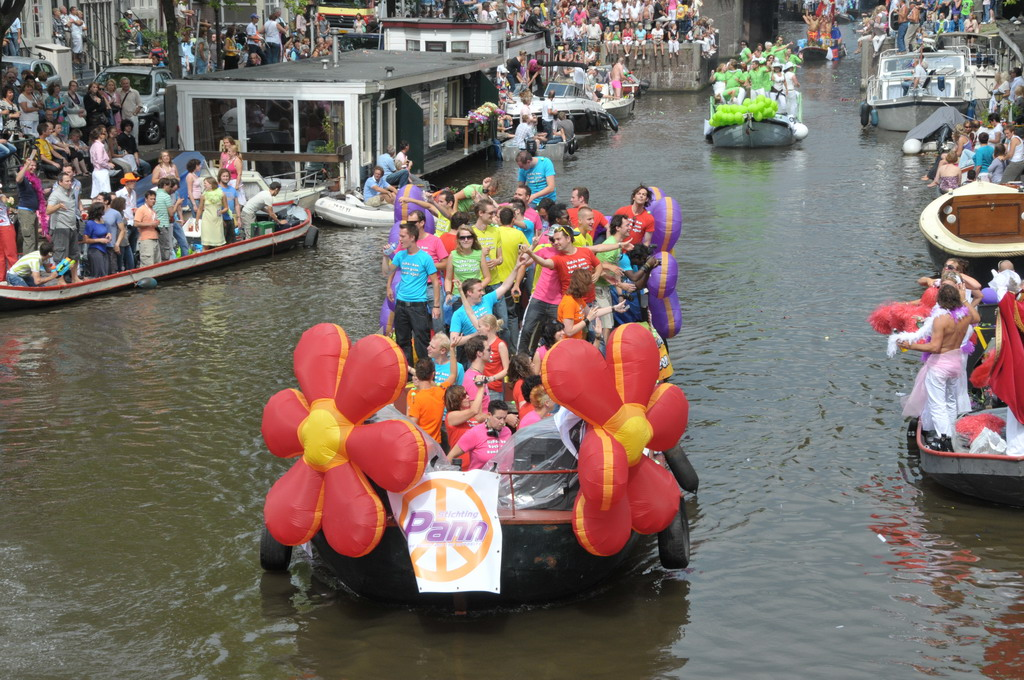
Versierde boten in de 'Canal Parade' tijdens de Amsterdam Gay Pride in 2008.

Gay Pride Parade of Gay Pride is de gebruikelijke benaming voor een manifestatie van lesbiennes, homoseksuelen, biseksuelen, non-binaire personen en transgenders (lgbtq+), die jaarlijks in vele landen wordt gehouden en zowel een feestelijk als een demonstratief karakter heeft. Deze manifestaties hebben lokaal vaak verschillende namen, zoals Roze Zaterdag, Christopher Street Day (CSD), Pride Parade, LGBT Pride enzovoort. Deze evenementen zijn een belangrijk onderdeel geworden van de homocultuur.
In Nederland heet de Gay Pride Parade Roze Zaterdag. Deze dient niet verward te worden met de Pride Amsterdam, die oorspronkelijk puur als een feest rondom de Canal Parade bedoeld was. Vanaf 1979 werd ook in België een Roze Zaterdag georganiseerd. Deze heet sinds 2010 The Belgian Pride.

## Geschiedenis

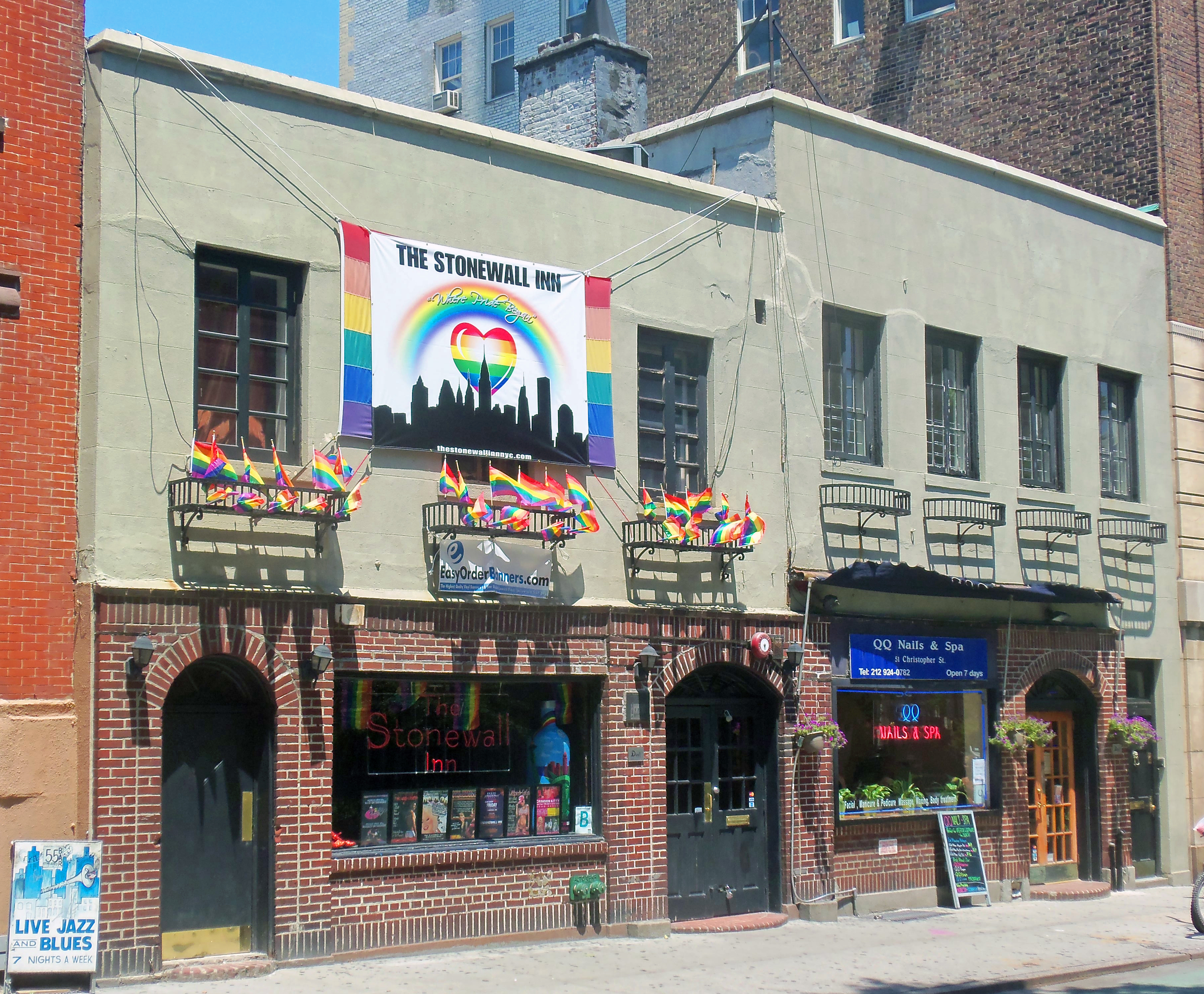
De Stonewall Inn in 2012

Gay Pride is ontstaan ter herdenking van de Stonewall-rellen. Deze ontstonden op 28 juni 1969, toen de politie een inval deed in de homobar Stonewall Inn in de wijk Greenwich Village in New York. Nadat de politie hardhandig optrad tegen enkele lesbische vrouwen, begonnen al dan niet dakloze homojongeren uit de bar en uit de buurt, alsmede de zwarte dragqueens Marsha P. Johnson en Zazu Nova, terug te vechten, omdat ze genoeg hadden van jarenlange treiterijen en geweldplegingen door de politie.

### De eerste pride-parades
Deze opstand vormt een scheidslijn in de geschiedenis van de homobeweging. Nooit eerder hadden homo's en travestieten in zulke grote aantallen hardhandig weerstand geboden tegen de op hun gemeenschap gerichte vernederingen door de politie. Op 28 juni 1970, exact één jaar na de Stonewall-rellen, vond in New York de eerste Gay Pride Parade plaats. Deze ging van Greenwich Village naar Central Park en telde tussen de 5.000 en 10.000 deelnemers. De parade had bewust ook een vrolijk karakter, zodat een breed scala aan mensen kon deelnemen en er een positief gevoel aan kon overhouden.
Gelijkaardige initiatieven kwamen wereldwijd van de grond, zoals in Canada, Frankrijk, Duitsland, België, Nederland, Australië en Nieuw-Zeeland. In Londen vond de eerste Pride plaats op 2 juli 1972. Deze telde zo'n 2000 deelnemers. In 1985 verklaarden homo's en lesbiennes zich solidair met stakende mijnwerkers, die eveneens meeliepen in de pride-optocht. De Londense pride bleef een combinatie van protest and celebration en groeide in de jaren negentig uit tot een evenement dat meerdere weken van activiteiten omvatte. In 1996 kreeg de Gay Pride Parade aldaar de naam "Lesbian, Gay, Bisexual and Transgender Pride".
In Nederland werd de demonstratie Gay Pride Parade in 1977 voor het eerst gehouden. Sinds 1979 wordt deze manifestatie Roze Zaterdag genoemd, nadat op 14 april 1979 in Roermond een eerste Roze Zaterdag was gehouden. Deze vindt sindsdien jaarlijks plaats op (meestal) de laatste zaterdag van juni, in telkens wisselende steden. Als Nederlands equivalent van de Gay Pride Parade heeft Roze Zaterdag naast een feestelijk ook een emancipatoir, demonstratief en politiek karakter. Dit aanvankelijk in tegenstelling tot Pride Amsterdam, die sinds 1996 plaatsvindt en oorspronkelijk puur een feest rondom de Canal Parade was. Sinds 2006 hebben beide evenementen zowel een politieke als een feestelijke kant. De Amsterdamse botenoptocht wordt in het buitenland vanwege zijn grotere bekendheid aldaar gezien als het equivalent van de Gay Pride Parades elders in de wereld. Naast Roze Zaterdag ontstond in Nederland ook Roze Maandag, Roze Woensdag, Roze Vrijdag, Paarse Vrijdag en Roze Zondag.
Ook in België werden vanaf 1979 Roze Zaterdagen georganiseerd, aanvankelijk eveneens in verschillende steden, sinds 1996 jaarlijks in Brussel, op de tweede zaterdag in mei. In 2010 werd deze manifestatie omgedoopt tot The Belgian Pride. Daarnaast vindt sinds 2008 in Antwerpen elk jaar de Antwerp Pride plaats, een meerdaags evenement in het tweede weekend van augustus.

### Ontwikkelingen in de 21e eeuw
In verschillende landen van het voormalige Oostblok werden pas vanaf 2001 de eerste Gay Pride Parades gehouden. Deze worden daar nog vaak op gewelddadige wijze verstoord door conservatieve of extreemrechtse tegenstanders van homoseksualiteit. In Rusland worden Gay Pride Parades door de stadsbesturen van Moskou en Sint-Petersburg doorgaans verboden. Op 18 maart 2025 werd de Pride Parade bij wet verboden onder de Hongaarse radicaal-rechtse regering van premier Viktor Orbán. Toch ging op 28 juni dat jaar de dertigste verjaardagseditie van Boedapest met een recordaantal van 180.000 tot 200.000 deelnemers door op initiatief van de lokale groen-linkse burgemeester Gergely Karácsony. Uit solidariteit liep onder meer ook de Amsterdamse burgemeester Femke Halsema mee.
In 2017 werd tussen half mei en eind september in bijna 150 steden en plaatsen in Europa een Gay Pride Parade gehouden. Nadat prides aanvankelijk vooral in de grote steden plaatsvonden waar zich een concentratie van lhbt'ers bevindt, worden deze evenementen in de jaren 2020 ook in steeds meer kleinere steden en plaatsen georganiseerd. In Nederland waren er in 2025 buiten de vier grote steden prides en regenboogweken in zo'n 35 plaatsen. In Frankrijk waren er in 2025 bijna 100  pride-optochten buiten de grote steden. Daar leven lhbt'ers in een omgeving die vaak minder begripvol is, waardoor pride-activiteiten meer tegenstand ondervinden en ze meer op de plaatselijke omstandigheden moeten worden afgestemd.

## Verschijningsvorm en doelstellingen

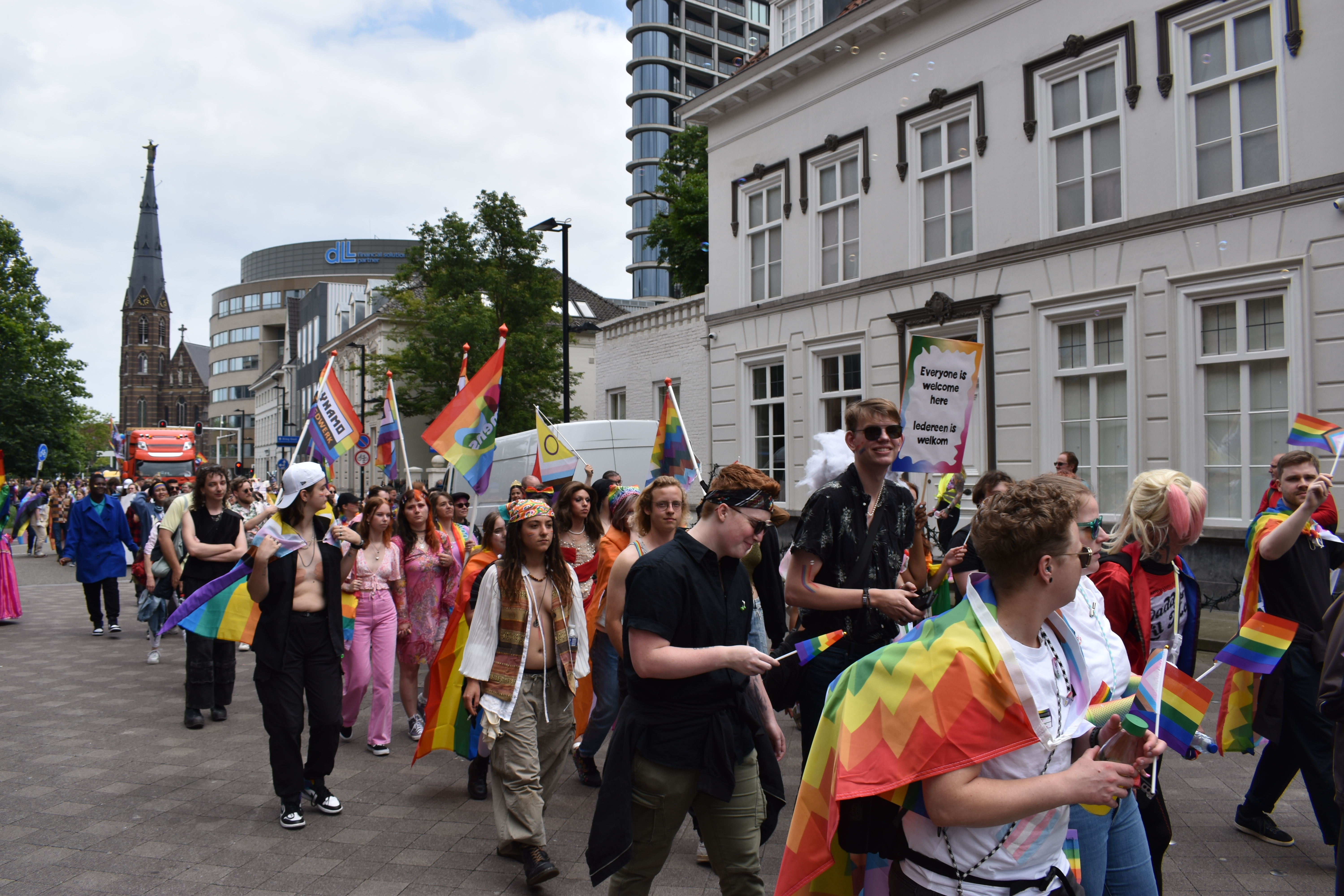
De Pride Parade tijdens de Eindhoven Pride (2024)

Gay Pride Parades bestaan van oorsprong uit een demonstratieve optocht, waarin spandoeken worden meegedragen en symbolen van de homoseksuele gemeenschap, zoals roze driehoeken en regenboogvlaggen. Geleidelijk aan werden de parades steeds groter en kwamen er wagens en opleggers waarop verklede mensen staan, al dan niet met een bepaald thema, een optreden of namens een homogerelateerde organisatie of onderneming. Pride Amsterdam omvat als enige grote pride ter wereld een optocht van versierde boten.
Hoewel bijna alle Gay Pride Parades op hoofdlijnen dezelfde verschijningsvorm kennen, hadden en hebben ze in verschillende periodes en landen verschillende bedoelingen. Zo zijn er parades die demonstreren tegen vervolging, onderdrukking en discriminatie, parades waarin gelijke rechten voor homoseksuelen worden opgeëist waaronder het homohuwelijk, parades die diversiteit en vrijheid vieren en parades die een bepaalde stad als homovriendelijk presenteren.
Naarmate het proces van homo-emancipatie in een bepaald land voortschrijdt, verandert ook de doelstelling van de Gay Pride Parade: beginnend als protest tegen vervolging, eindigend als uiting van een homovriendelijk geworden klimaat. In westerse steden zijn de gay prides vaak zo groot geworden dat sponsorgelden nodig zijn. Critici spreken daardoor van commercialisering van het evenement. Deze prides zijn voor grote bedrijven en bekende merken een aantrekkelijke gelegenheid geworden om homoconsumenten aan te spreken, al kan daarbij ook sprake zijn van pinkwashing.
De grootste Gay Pride Parades ter wereld vinden plaats in de Braziliaanse steden São Paulo en Rio de Janeiro (respectievelijk 3,2 miljoen en 2 miljoen bezoekers in 2010). De grootste Gay Pride Parade in Europa was tot nu toe de Christopher Street Day in 2002 (toen tevens EuroPride) in Keulen, die circa 1,2 miljoen bezoekers trok.

## EuroPride

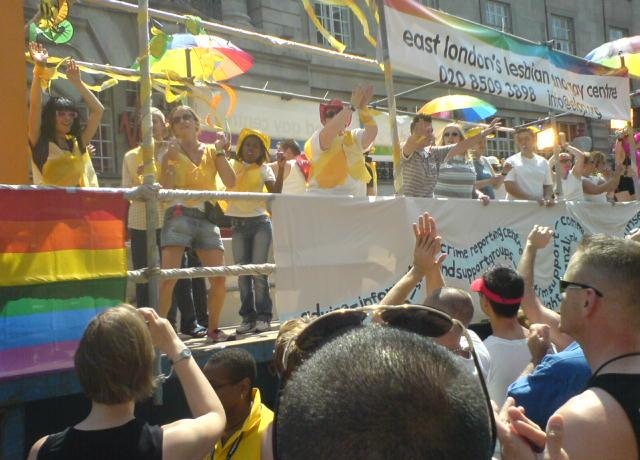
Versierde paradewagen bij de EuroPride van 2006 in Londen.

In Europa kent men bovendien EuroPride, die afwisselend in een (grote) Europese stad wordt gehouden. Sinds 1991 wijst de European Pride Organisers Association (EPOA), het Verbond van Europese (Gay-)Pride Organisatoren, een stad aan die dat jaar de EuroPride mag organiseren of die mag titel voeren bij hun eigen te houden Gay-Pride activiteit.
Een dergelijke "Europese Gay Pride" wordt dan internationaler, in groter verband, georganiseerd om een aansprekender karakter te krijgen.
In 1994 is de derde EuroPride in Amsterdam gehouden, tezamen met de reguliere Roze Zaterdag die dat jaar ook in Amsterdam plaatsvond. Het aantal deelnemers was naar schatting 67.000.
In 2016 was EuroPride na 22 jaar terug in Amsterdam. Roze Zaterdag werd daar dat jaar gevierd op 23 juli. Twee weken later, op zaterdag 6 augustus, vond de jaarlijkse Canal Parade plaats. Tijdens deze twee weken waren er vele activiteiten binnen de Amsterdam Gay Pride. De Canal Parade op 6 augustus trok dat jaar circa 560.000 bezoekers.
De EuroPride die voor 2020 in Thessaloniki gepland stond, moest wegens de coronapandemie worden afgelast. Daarna werd besloten dat deze stad in 2024 dit evenement alsnog mag organiseren.
Steden die vanaf 1992 een EuroPride toegewezen kregen
| - 1992: Londen - 1993: Berlijn - 1994: Amsterdam - 1995: (niet gehouden) - 1996: Kopenhagen - 1997: Parijs - 1998: Stockholm - 1999: Londen (afgelast, faillissement organisatoren) - 2000: Rome (WorldPride) - 2001: Wenen - 2002: Keulen | - 2003: Manchester - 2004: Hamburg - 2005: Oslo - 2006: Londen - 2007: Madrid - 2008: Stockholm - 2009: Zürich - 2010: Warschau - 2011: Rome - 2012: Londen (WorldPride) - 2013: Marseille | - 2014: Oslo - 2015: Riga - 2016: Amsterdam - 2017: Madrid (WorldPride) - 2018: Stockholm & Göteborg - 2019: Wenen - 2020: Thessaloniki (afgelast, coronapandemie) - 2021: Kopenhagen (WorldPride) - 2022: Belgrado - 2023: Malta - 2024: Thessaloniki |

## WorldPride

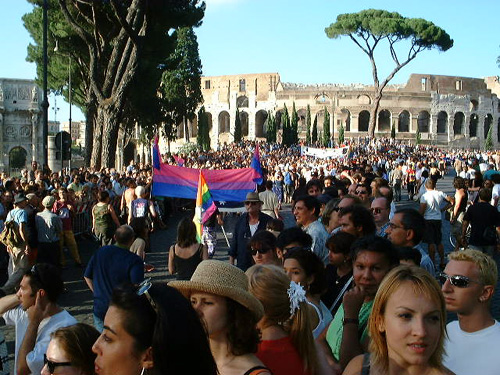
WorldPride 2000 in Rome

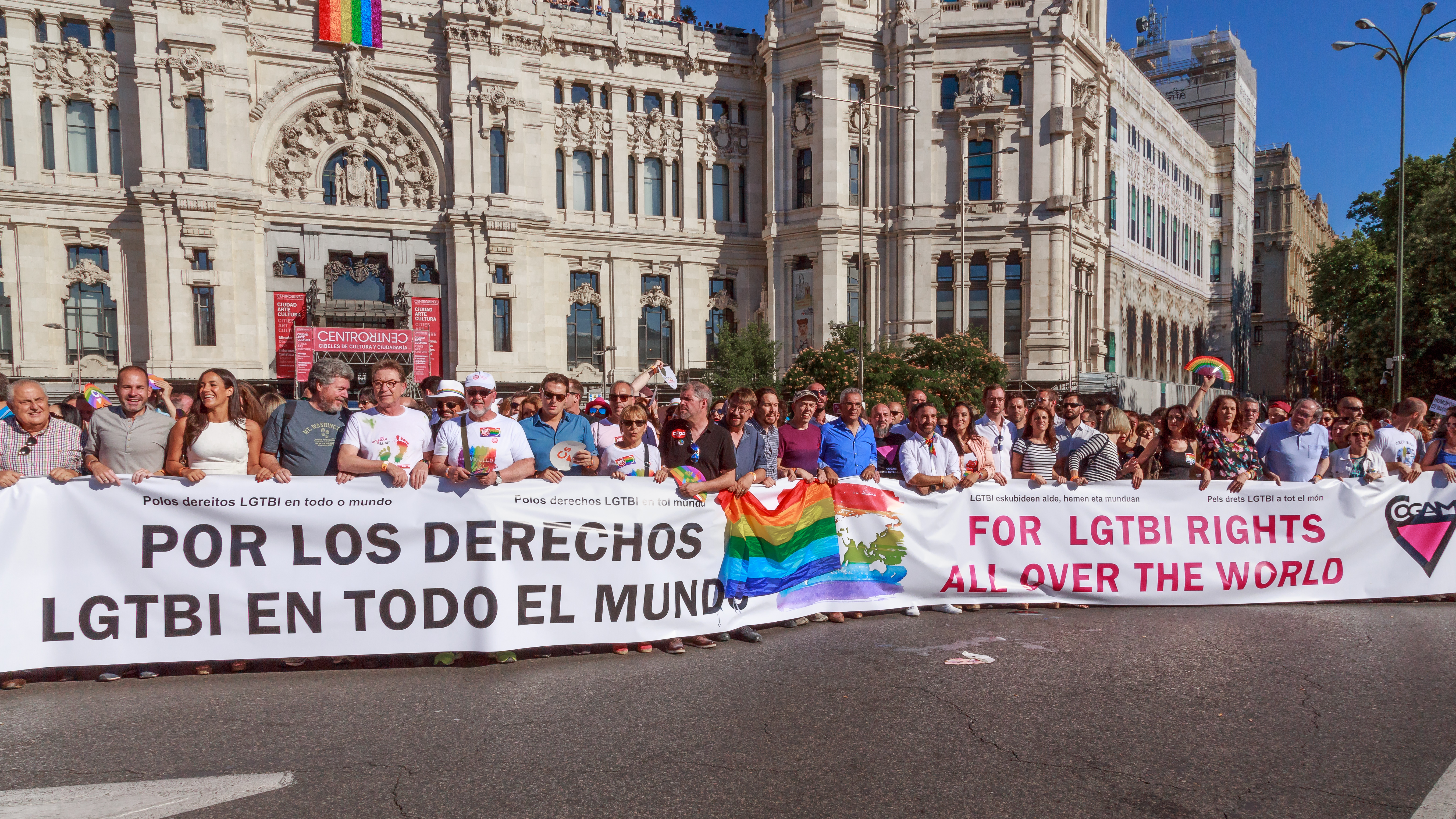
WorldPride 2017 in Madrid

WorldPride is een soortgelijk evenement, maar dan gehouden op de diverse continenten. De overkoepelende organisatie EPOA heeft besloten dat als WorldPride in Europa plaatsvindt, dit automatisch samenvalt met de EuroPride.
De eerste WorldPride met deelnemers en vertegenwoordigers uit vele landen in de wereld was de WorldPride 2000 in Rome. In dat jaar vierde de Rooms-Katholieke Kerk tevens het Heilig Jaar, wat daardoor tot een grote controverse leidde.
In september 2021 maakte de organisator van Pride Amsterdam bekend zich kandidaat te hebben gesteld voor het organiseren van de WorldPride in 2026, wanneer het 25 jaar geleden is dat in Amsterdam de eerste huwelijken tussen paren van gelijk geslacht gesloten werden. De kandidatuur werd in november 2022 door InterPride aan Amsterdam toegewezen, dat 59% van de stemmen kreeg, concurrent Orlando in Florida kreeg 37% van de stemmen.
Tevens besloot InterPride om de WorldPride van 2025 in de Amerikaanse hoofdstad Washington D.C. te houden, in plaats van in Kaohsiung in Taiwan, zoals oorspronkelijk bedoeld was. De organisatoren wilden het evenement "WorldPride Taiwan 2025" noemen, maar InterPride wilde rekening houden met China en vond dat het "WorldPride Kaohsiung 2025" moest heten, waarna de organisatoren hun kandidatuur introkken.
Steden die vanaf 2000 een WorldPride toegewezen kregen
| - 2000: Rome - 2006: Jeruzalem - 2012: Londen - 2014: Toronto - 2017: Madrid - 2019: New York | - 2021: Kopenhagen - 2023: Sydney - 2025: Washington D.C. - 2026: Amsterdam - 2028: Kaapstad |

## Sportevenementen
Naast bovengenoemde Gay Pride Parades, die oorspronkelijk een emancipatorisch en demonstratief karakter hadden, zijn er ook homo-sportevenementen die hoofdzakelijk voor ontmoeting en ontspanning dienen. Als zodanig worden in Europa de EuroGames (sinds 1992) gehouden, wereldwijd de Gay Games (sinds 1982) en de World Outgames (sinds 2006).